# Simpson and Delilah
Simpson and Delilah é o segundo episódio da segunda temporada do seriado de animação de comédia de situação The Simpsons. Foi exibido originalmente em 18 de outubro de 1990. No episódio, Homer usa o dinheiro do plano de seguro médico da Usina Nuclear para comprar Dimoxinil, uma fórmula de crescimento do cabelo. O cabelo de Homer cresce, e é dada uma promoção no trabalho que lhe permite contratar um secretário chamado Karl. O episódio foi dirigido por Rich Moore, escrito por Jon Vitti e estrelou Harvey Fierstein como Karl.

## Enredo
O cabelo de Homer cresce por causa de uma terapia capilar. Com isso, o Sr. Burns acha Homer um trabalhador inteligente e o promove. Homer ganha então um assistente atencioso, chamado Karl, mas para sua infelicidade seu cabelo começa a cair, e Homer perde seu sucesso e volta para o cargo antigo.

## Recepção
Foi considerado o décimo terceiro melhor episódio de The Simpsons, segundo a Entertainment Weekly.
Durante a segunda temporada, The Simpsons foi exibido às oito horas nas quintas-feiras, contra o programa da NBC The Cosby Show. A primeira exibição de "Simpson e Dalila" na Fox teve uma classificação de 16,2 pontos de audiência e 25% de participação, enquanto The Cosby Show, que foi ao ar durante o mesmo horário, teve uma classificação de 18,5. No entanto, o episódio foi assistido por 29,9 milhões de telespectadores. É um dos episódios mais assistidos de The Simpsons.